# Бреје (Есон)
Бреје (фр. Breuillet) је насељено место у Француској у региону Париски регион, у департману Есон.
По подацима из 2011. године у општини је живело 8361 становника, а густина насељености је износила 1249,78 становника/km².

## Демографија
| 1962. | 1968. | 1975. | 1982. | 1990. | 2011. |
| ----- | ----- | ----- | ----- | ----- | ----- |
| 2.009 | 2.639 | 6.562 | 7.176 | 7.321 | 8.361 |